# 塞斯·南里奇
塞斯·南里奇（Seth Numrich，1987年1月19日—）是美國的一位演員。他的代表作包括電視劇《逆转奇兵》。除了電影和電視劇之外，他也出演音樂劇。